# أبو شريف
قرية أبوشريف هي إحدى القرى التابعة لمركز بلقاس في محافظة الدقهلية في جمهورية مصر العربية. حسب إحصاءات سنة 2006، بلغ إجمالي السكان في أبوشريف 8428 نسمة، منهم 4275 ذكر و4153 أنثى.